# Karpieńcokształtne
Karpieńcokształtne, zębokarpiokształtne, zębokarpie (Cyprinodontiformes) – rząd ryb promieniopłetwych (Actinopterygii), obejmujący ponad 1000 gatunków klasyfikowanych w rodzinach, które zestawiono w dwóch podrzędach:
- Aplocheiloidei
  - Aplocheilidae – szczupieńczykowate
  - Nothobranchiidae
  - Rivulidae – strumieniakowate
- Cyprinodontoidei
  - Anablepidae – czworookowate
  - Cyprinodontidae – karpieńcowate
  - Fundulidae
  - Goodeidae – żyworódkowate
  - Poeciliidae – piękniczkowate
  - Profundulidae
  - Valenciidae – walencjowate

Rodzina strumieniakowatych jest klasyfikowana przez niektórych biologów jako podrodzina Rivulinae – strumieniaki w rodzinie szczupieńczykowatych, a rodzaj Nothobranchius jest klasyfikowany w podrodzinie Aplocheilinae.
Karpieńcokształtne wyglądem przypominają karpiowate (Cyprinidae). Także ich ciała pokryte są łuskami cykloidalnymi, występuje jedna płetwa grzbietowa, a w płetwach brak jest promieni ciernistych. Różni je zamknięty pęcherz pławny i brak linii bocznej oraz różnice w budowie szkieletu. Karpieńcokształtne mają drobne uzębienie szczęk. Kość krucza nie występuje. Najmniejsze (Fluviphylax w rodzinie piękniczkowatych) mierzą około 2 cm długości.
Na rząd składają się dwie grupy ryb – jajorodne i żyworodne, przy czym żyworodność rozwinęła się niezależnie w kilku rodzinach. Wysuwalne szczęki ułatwiają zbieranie pokarmu z powierzchni wody. Dymorfizm płciowy u większości jest mocno zaznaczony, samce są zwykle znacznie mniejsze od samic, u gatunków o zapłodnieniu wewnętrznym mają gonopodium. 
Występują na południu Ameryki Północnej, w Ameryce Środkowej, w tropikalnej strefie Ameryki Południowej, w Afryce, południowej Europie i Azji. Większość (prawie 1000 gatunków) zasiedla wody słodkie, część słonawe, a nieliczne tolerują wody słone. W zapisie kopalnym znane są od oligocenu.
Wykorzystywane są jako ryby akwariowe i zwierzęta laboratoryjne.